# Phòng Hamburg

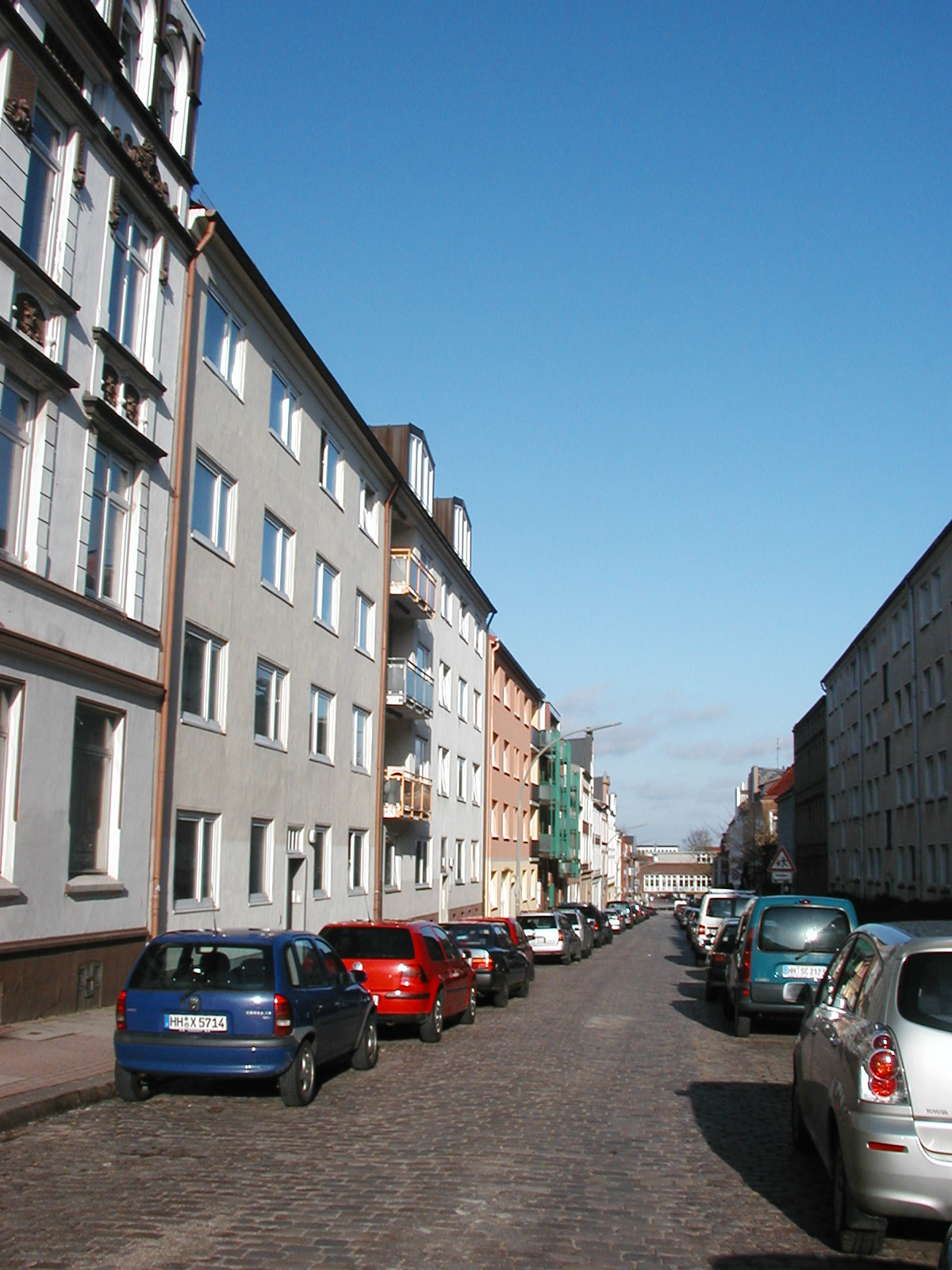
Marienstraße ở Hamburg, nơi Mohamed Atta sống từ 1998 đến 2001.

Phòng Hamburg (tiếng Đức: Hamburger Zelle) hoặc phòng khủng bố Hamburg (tiếng Đức: Hamburger Terrorzelle), theo cơ quan tình báo Mỹ và Đức là một nhóm Hồi giáo cực đoan có địa điểm tại Hamburg, Đức, bao gồm những sinh viên, mà cuối cùng trở thành những kẻ tấn công chủ chốt trong vụ tấn công 11/9. Các thành viên quan trọng bao gồm Mohamed Atta, người đã chỉ huy bốn nhóm không tặc vào năm 2001 và lái chuyến bay 11 của American Airlines; Ramzi bin al-Shibh, kẻ đã âm mưu với ba thành viên khác nhưng không thể nhập cảnh vào Hoa Kỳ; Marwan al-Shehhi, người đã lái chuyến bay 175 của United Airlines; và Ziad Jarrah, người đã lái chuyến bay 93 của United Airlines và không trúng mục tiêu ở Washington, DC (được Khalid Sheikh Mohammed tuyên bố là Capitol). Các thành viên khác bao gồm Said Bahaji, Zakariya Essabar, Mounir el-Motassadeq và Abdelghani Mzoudi.

## Bối cảnh
Vào ngày 1 tháng 11 năm 1998, những tên không tặc tương lai Mohamed Atta, Marwan al-Shehhi và Ramzi bin al-Shibh chuyển đến một căn hộ (gồm hai phòng ngủ, một phòng khách, một nhà bếp) tại Marienstraße. Tại đây, họ thành lập phòng bí mật Hamburg, nơi cũng bao gồm những người tham gia khác vào âm mưu 11/9. Họ gặp nhau ba hoặc bốn lần một tuần để thảo luận về quan điểm chống Mỹ và chống Israel, cũng như quyết định cách thức tốt nhất để chiến đấu cho chính nghĩa của họ.
Vào cuối năm 1999, bốn thành viên cốt lõi của nhóm đã có ý định tiến hành thánh chiến ở Chechnya, nơi các chiến binh thánh chiến Hồi giáo khi đó đang ở và hiện đang nổi dậy chống lại nước mẹ là Nga. Báo cáo của Ủy ban 11/9 lưu ý trong Chương 5 rằng "theo bin al-Shibh [hiện đang bị Hoa Kỳ giam giữ], một cuộc gặp tình cờ trên một chuyến tàu ở Đức đã khiến cả nhóm chuyển sang đến Afghanistan. Một cá nhân tên là Khalid al Masri (hoặc Khalid al-Masri) đã tiếp cận bin al-Shibh và Shehhi (vì họ là người Ả Rập để râu, bin al-Shibh nghĩ) và bắt đầu một cuộc trò chuyện về thánh chiến ở Chechnya. Sau đó, khi họ gọi cho Masri và bày tỏ muốn đến Chechnya, Masri bảo họ liên hệ với Abu Musab ở Duisburg, Đức. Abu Musab hóa ra là Mohamedou Ould Slahi, một đặc vụ quan trọng của al-Qaeda, kẻ mà ngay cả khi đó cũng được tình báo Hoa Kỳ và Đức biết đến, mặc dù rõ ràng cả hai chính phủ đều không biết anh ta hoạt động ở Đức vào cuối năm 1999. "
Bin al-Shibh, Shehhi và Jarrah đã đến thăm Slahi ở Duisburg, và Slahi thuyết phục họ rằng tốt nhất là nên huấn luyện ở Afghanistan trước, vì kinh nghiệm có được sẽ rất hữu ích, và dù sao thì vào thời điểm đó rất khó để tới Chechnya. Slahi hướng dẫn họ đến Karachi, Pakistan, sau đó đến văn phòng Taliban ở Quetta, Pakistan, tại đó họ liên lạc với một người tên là Umar al Masri. Atta và Jarrah rời Hamburg vào tuần cuối cùng của tháng 11 năm 1999. Shehhi đã đi khỏi cùng thời gian đó; bin al-Shibh cũng rời Hamburg hai tuần sau đó.
"Umar al Masri" hóa ra là một người không tồn tại. Cái tên này là một từ mã chỉ dẫn các thành viên của văn phòng Taliban hộ tống những người này đến Kandahar, Afghanistan, tại đó họ bị thuyết phục tham gia mạng lưới al-Qaeda và tiến hành thánh chiến chống lại Mỹ. Họ đã gặp chính Osama bin Laden và thề trung thành với hắn. Mohamed Atta được Bin Laden chọn làm thủ lĩnh của nhóm sẽ tấn công nước Mỹ; Atta sẽ liên lạc với Bin Laden nhiều lần nữa trước các cuộc tấn công. Những người đàn ông này sau đó quay trở lại Đức để đăng ký học bay, và sau đó chuyển sang các trường huấn luyện bay ở Hoa Kỳ theo sự giới thiệu của một trong những người hướng dẫn của họ có trụ sở tại Đức.
Các thành viên của Phòng Hamburg là một điểm chính cho âm mưu 11/9 mà Khalid Shaikh Mohammed đã đề xuất với Bin Laden vào năm 1996. Các sinh viên Hamburg thông thạo tiếng Anh, có trình độ học vấn, quen với lối sống phương Tây, theo đạo Hồi hoàn toàn, và có khả năng học lái máy bay. Báo cáo của Ủy ban 11/9 cho biết: "Bin Laden và Mohammed Atef đã không lãng phí thời gian khi giao cho nhóm Hamburg tham gia hoạt động tham vọng nhất mà al-Qaeda đã từng lên kế hoạch."
Nhiều thành viên al-Qaeda sống trong căn hộ ở Hamburg vào nhiều thời điểm khác nhau. Tổng cộng, 29 người đàn ông đã liệt kê căn hộ là địa chỉ nhà của họ trong khi Mohamed Atta đứng tên trên hợp đồng thuê. Được biết, Khalid Shaikh Mohammed đã nhiều lần đến thăm căn hộ này.
Tình báo Đức đã theo dõi căn hộ, nhưng không tìm thấy bất kỳ bằng chứng nào của nhóm này chống lại các cư dân Đức. Cả Cơ quan Tình báo Trung ương Hoa Kỳ và Tình báo Đức đều bị chỉ trích vì không chia sẻ thông tin về những người này và các thành viên al-Qaeda khác.